# Миньковецкий, Илья Соломонович
Илья Соломонович Минькове́цкий (15 мая 1924, Москва, РСФСР — 15 февраля 2017, Москва, Российская Федерация) — советский и российский кинооператор, заслуженный деятель искусств РСФСР (1989). Лауреат Государственной премии РСФСР имени братьев Васильевых (1982).

## Биография
Участник Великой Отечественной войны. Член ВКП(б) с 1950 года. Окончил ВГИК (операторский факультет, мастерская А. В. Гальперина). Работал на киностудии имени А. П. Довженко в Киеве и «Мосфильм» с режиссёрами А. А. Аловым и В. Н. Наумовым, П. Е. Тодоровским, М. Н. Каликом, В. П. Басовым, Л. А. Квинихидзе, Р. У. Хамдамовым.
Оператор-постановщик незавершённого фильма режиссёра Рустама Хамдамова «Нечаянные радости». Уникальные фрагменты уцелевшего материала 1974 года вошли в фильм Хамдамова «Анна Карамазофф» (1991), который так и не был показан на большом экране.
Похоронен рядом с женой на Ваганьковском кладбище  Москвы .

## Фильмография
- 1956 — Павел Корчагин
- 1957 — Рождённые бурей
- 1959 — Катя-Катюша
- 1961 — Артист из Кохановки
- 1963 — Улица космонавтов
- 1965 — Аршин мал алан (Азербайджанфильм; реж. Тофик Тагизаде)
- 1967 — Фокусник
- 1969 — Цена
- 1971 — Легенда тюрьмы Павиак
- 1972 — Опасный поворот
- 1972 — Нечаянные радости
- 1974 — Самый жаркий месяц
- 1976 — Дни Турбиных
- 1978 — 31 июня
- 1981 — Факты минувшего дня
- 1983 — У опасной черты
- 1986 — Семь криков в океане
- 1991 — Анна Карамазофф
- 1992 — Овен
- 2000 — Я — Чайка!

## Семья
- жена — Елена Георгиевна Мыс (1927—2016)
  - сын — Кирилл Ильич Миньковецкий (род. 1959)
  - дочь — Ольга Лини

## Награды и премии
- Государственная премия РСФСР имени братьев Васильевых (1982) — за съёмки фильма «Факты минувшего дня» (1981)
- орден Отечественной войны II степени (6.4.1985)
- заслуженный деятель искусств РСФСР (28 августа 1989 года) — за большие заслуги в области советского искусства[4]
- медали